# Имамалиев, Айдын Саларович
Айдын Саларович Имамалиев (7 июля 1926, Москва — 24 декабря 2004, Москва) — главный травматолог-ортопед Российской Федерации, глава здравоохранения г. Москвы, советский и российский учёный, хирург, травматолог, ортопед.
С 1962 по 1976 гг. — заведующий лабораторией пересадки органов ЦИТО.
С 1977 по 2004 гг. — заведующий кафедрой травматологии, ортопедии и военно-полевой хирургии (ныне кафедра травматологии ортопедии и медицины катастроф) Московского медицинского стоматологического института им. Н. А. Семашко (ММСИ), (ныне — Российский университет медицины).
Внёс большой вклад в возрождение травматологии и ортопедии в стране, создатель нового направления в медицине СССР — гомопластика опорно-двигательного аппарата человека. Создатель специализированных ортопедических центров и отделений, а также Всесоюзного центра ортопедии в Москве. Заслуженный деятель науки РФ, Заслуженный изобретатель РФ. Лауреат Государственной премии СССР (1977), Лауреат премии им. Н. И. Пирогова, Лауреат премии им. Н. Н. Приорова (1975), удостоен медалями ВДНХ СССР.
Автор более 300 опубликованных научных работ, в том числе 11 монографий по вопросам пластической ортопедии и травматологии. Член Президиума общества ортопедов и травматологов России, доктор медицинских наук, профессор.

## Ранние годы (1926—1945)

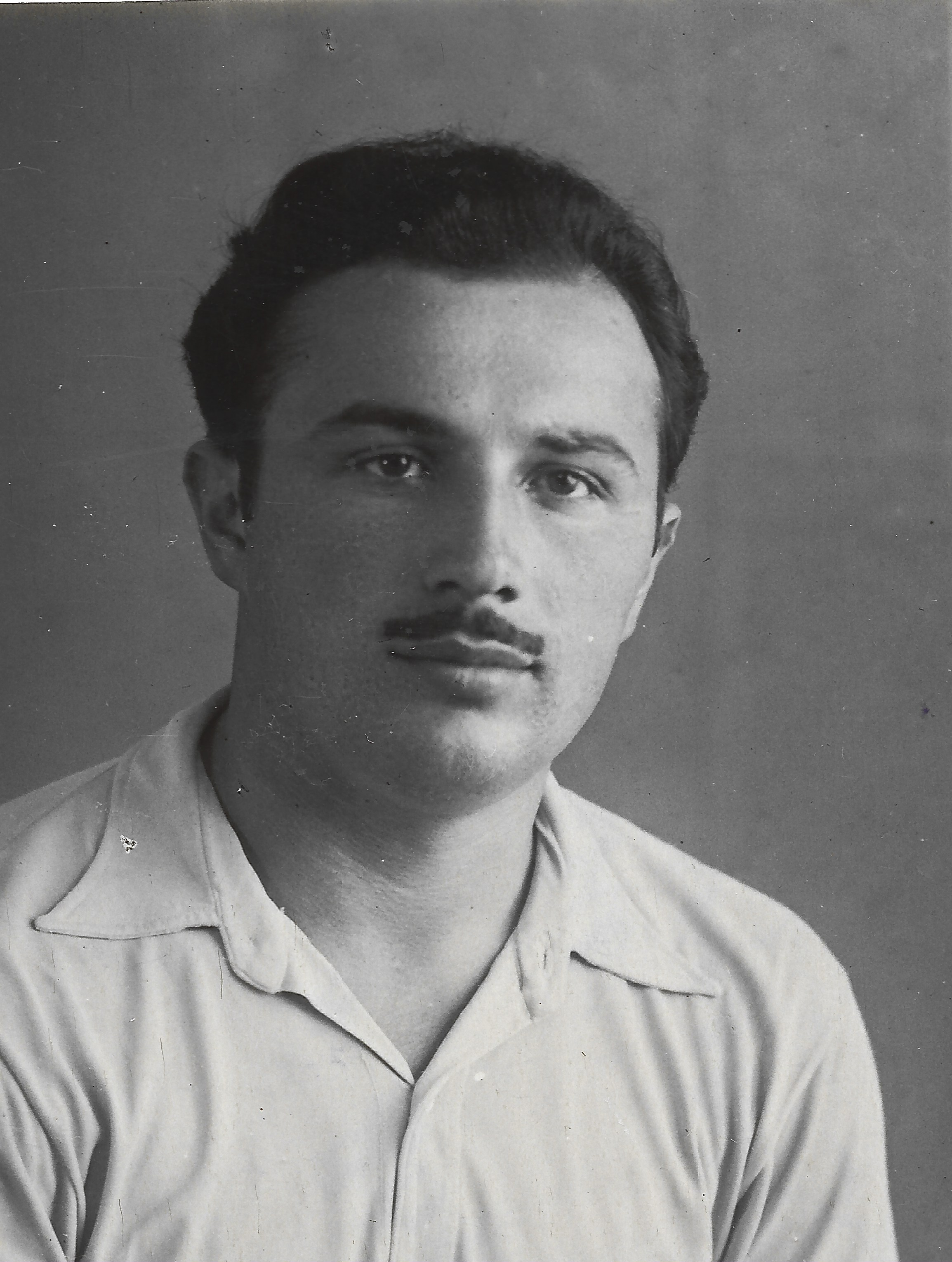
Юный Айдын Имамалиев

Имамалиев Айдын Саларович родился 7 июля 1926 года в городе Москве, в роддоме на старом Арбате, в семье врачей. Отец — Имамалиев Салар Агарафиевич (1889—1961), учёный с мировым именем, доктор медицинских наук, профессор микробиологии и эпидемиологии, занимал пост Наркома здравоохранения Дагестанской Республики, ныне его имя носит Противочумная Республиканская станция Министерства Здравоохранения Азербайджана им. С. Имамалиева. Мать — Имамалиева Гюльзар Манаф-кызы (1907—1998), доктор медицинских наук, профессор, в течение 40 лет руководила кафедрой инфекционных болезней Азербайджанского медицинского института.
Когда Айдыну исполнился год, семья переехала в Махачкалу. Большой род (шесть сыновей и одна дочь, во главе с дедом Агарафи и бабушкой Назикет) был под сильным влиянием обаятельной, мудрой прабабушки по имени Шамиля, как говорят знатоки, — правнучки того самого народного героя Кавказа, Шамиля. Этот характер унаследовал и Айдын Саларович. Там в Дагестане, с младых научился владеть холодным оружием, а позже, принимая участие в охотничьих походах с отцом, овладел и с ружьем. Но несмотря на горячий пыл охотника, он не мог согласиться с нелепой смертью, поборот жалость к животным. Об этом говорит случай, произведший неизгладимое впечатление, свидетелем которого стал шестилетний Айдын, — впервые увидев, как упала подстреленная на лету чайка, находился под тягостным впечатлением.
Позже семья переезжает в Азербайджан, на землю предков. Айдын учится в средней школе города Баку, которую приходится заканчивать уже после начала Великой Отечественной Войны. Нельзя сказать, что он с детства стремился пойти по стопам родителей и посвятить себя медицине. Мечтал стать авиатором, инженером, но помешала война. Отец Салар — на фронте, мать Гюльзар с грудным ребёнком (братом Эльдаром), — уезжать нельзя.
В течение лета 1942 года Айдын досрочно оканчивает среднюю школу и поступает в Азербайджанский медицинский институт. Группа состояла из 12 мальчиков, что было редкостью в военные годы.
Будучи студентом 4 и 5 курсов института, Имамалиев исполняет обязанности ординатора в Госпитале № 1552, (лето 1945 года, Ханлар, АзССР), а летом 1946 года Имамалиев становится и. о. заведующего хирургическим отделением Госпиталя № 1552, (Ханлар, АзССР), выполняя его обязанности весь летний каникулярный период.

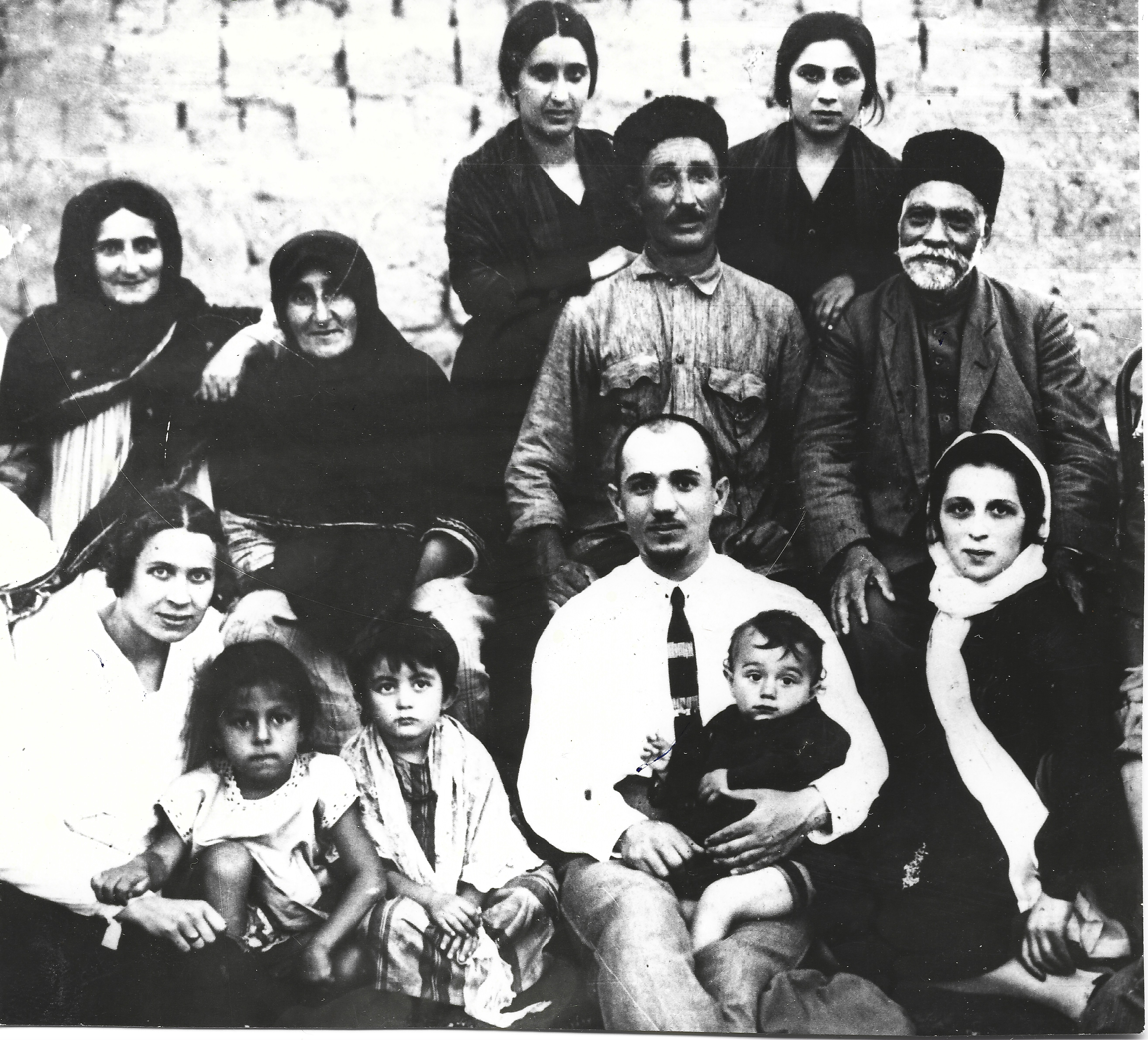
Род Имамалиевых, на руках у родителей маленький Айдын

## Становление врачом и научный путь (1948—1960)

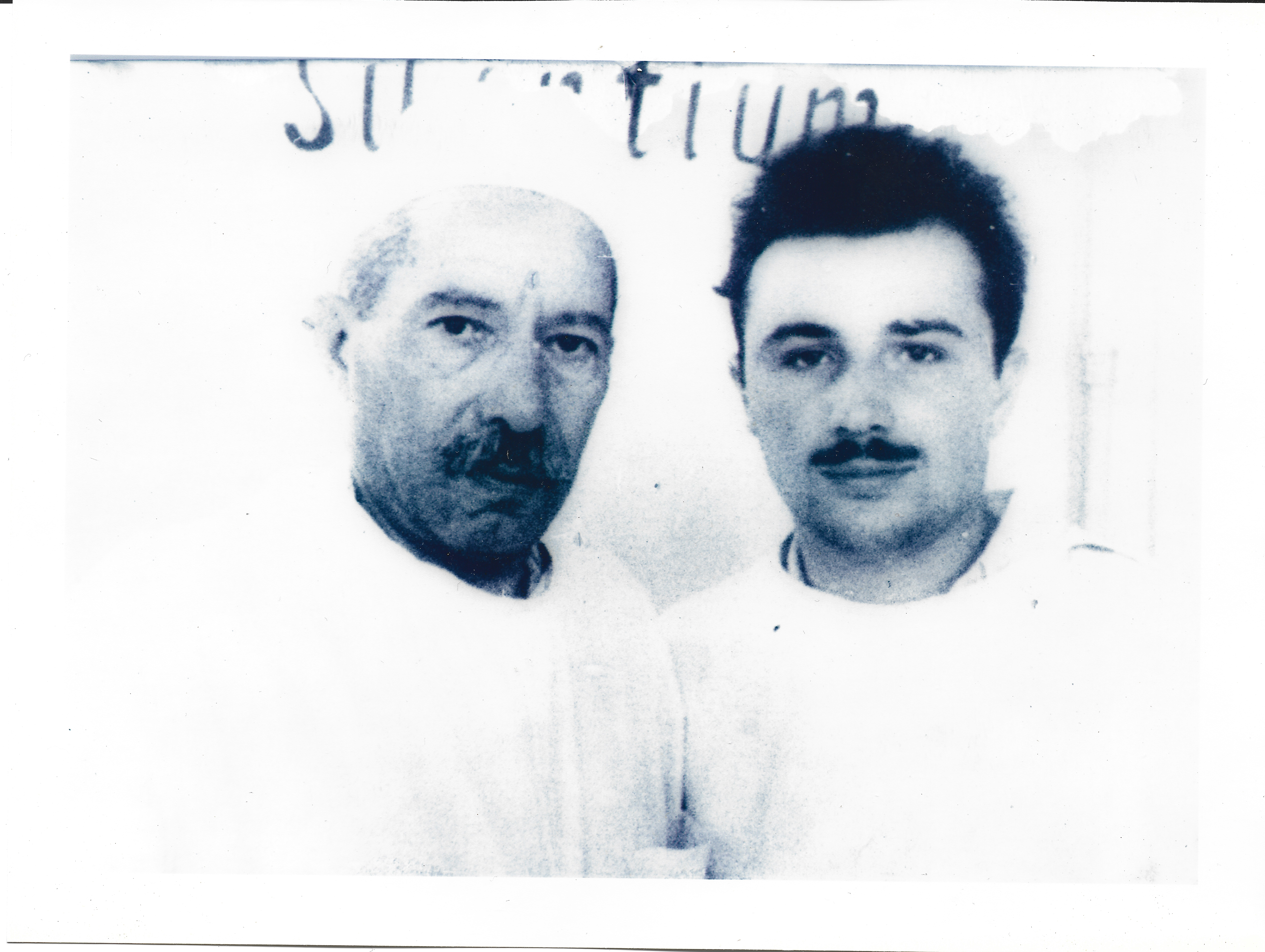
Богдан Степанович Оденов и Имамалиев А. С.

Став врачом, с первых дней самостоятельной работы увлёкся наукой, опять потянуло на технику — это близко к травматологии и ортопедии. Результатом последовал созданный в 1948 году «Метод по определению местонахождения инородного тела в организме человека», получено первое авторство. (Позже Имамалиевым А. С. будет изобретено «Устройство для локализации инородных тел») Практическая работа в качестве хирурга имела более раннее начало.
После окончания института (1948—1951) Имамалиев начинает работать в Шемаханской районной больнице, в горах Азербайджана. Шемаха из некогда процветающего, одного из самых красивых и богатых городов Востока, после 2-х землетрясений в начале XX века, стал обычным районным центром.
Здесь в современной больнице, молодой специалист получил возможность многому научиться у заведующего хирургическим отделением, земского хирурга Богдана Степановича Оденова, став его помощником и учеником.
В это же время появляются первые печатные статьи по применению антибиотиков при хирургических заболеваниях. Итогом послужил научный труд А. С. Имамалиева, вышедший в 1949 году по лечению укусов от ядовитых змей, противозмеиной сывороткой Анти-гюрза. Совместно с сотрудниками института микробиологии (Л. П. Ковалева) Айдын проводил все этапы приготовления сыворотки, начиная от ловли змей на полях Кобыстана (Азербайджан), взятия змеиного яда, введения лошадям и до получения готовой сыворотки. Эта работа легла в основу его кандидатской диссертации, одной из первых написанных в районной глубинке врачом-практиком.
В 1951 г. А. С. Имамалиев работал врачом-ординатором в Бакинской железнодорожной больнице, а с 1952 по 1954 гг. — врачом-ординатором Бакинской городской больницы им. Семашко.
В мае 1954 года, Имамалиев Айдын Саларович приезжает в Москву на курсы повышения квалификации в Институт травматологии и ортопедии Министерства здравоохранения СССР.
Так, 28 февраля 1954 года, Имамалиеву А. С., пришлось повторно защищать свою диссертации на тему противозмеиной сыворотки в ВАКе.
Академик Евгений Никанорович Павловский охарактеризовал этот труд, как:
единственную уникальную клиническую работу по лечению больных, укушенных гюрзой
После успешной защиты на перспективного специалиста обращает внимание и академик Николай Николаевич Приоров (будущий учитель Имамалиева), впоследствии пригласивший его в докторантуру Академии медицинских наук СССР. Темой для будущей докторской диссертации стало конкретное направление — использование тканей, полученных от другого человека, для пластических целей.
Решение проблемы А. С. Имамалиев нашёл в применении термического воздействия на биологическую ткань, что давало возможность сохранять ткани на протяжении длительных сроков, преодолевать специфическую способность организма реципиента сопротивляться силе несовместимости.
Первый опыт на собаке по пересадке суставного конца бедренной кости был произведен 22 апреля 1955 года. Из-за отсутствия специальной аппаратуры были использованы широкогорловые термосы для хранения в них стерильно упакованных костно-суставных трансплантантов при температуре ниже −70 градусов по Цельсию, достигнутых присутствием «сухого льда».
Эксперимент показал, что такие условия консервации изменяют в лучшую сторону поведение пересаженной ткани, а оптимальным сроком консервации для использования тканей оказалось не менее 25 дней.
На основании эксперимента, в 1956 году была произведена успешная пересадка проксимального конца бедренной кости, полученной у внезапно погибшего человека и обработанного по предложенной методике.
Так появился «Способ костной пластики проксимального конца бедра» А. С. Имамалиева и «Способ консервации костей по А. С. Имамалиеву», (впоследствии труд был усовершенствован и применение предложенного способа позволило хранить кости, пригодные к трансплантации до пяти и более лет). Данный метод дал медицине возможность создания костного банка.

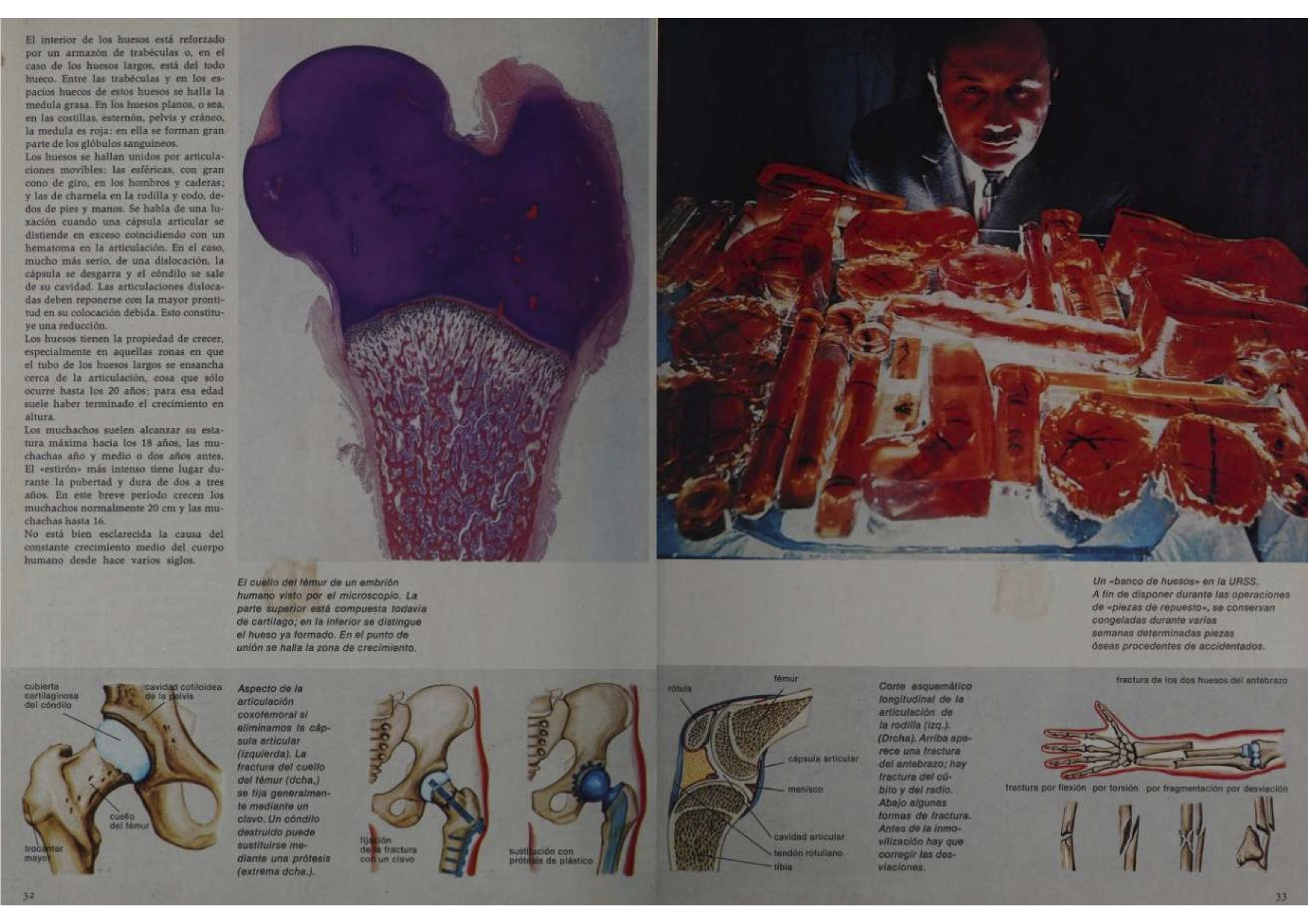
Имамалиев А. С., в Испанском журнале о здоровье «EL HOMBRE» от 1972 года и его «Костный банк» (ISBN 84-226-0401-9)

Из письма Директора института, действительного члена АМН СССР, профессора Н. Н. Приорова:
МИНИСТЕРСТВО ЗДРАВООХРАНЕНИЯ СССР
Зав. отделением внешних сношений
Тов. В. Н. Бутрову
Центральный институт травматологии и ортопедии Министерства Здравоохранения СССР направляет Вам тезисы доклада канд. мед. наук Имамалиева А. С. на тему: «Пластика суставных концов костей замороженным гомотрансплантатом» и просит Вас направить их в организованный комитет Международного Съезда Ортопедов и Травматологов, который состоится в сентябре месяце 1960 г. в г. Нью-Йорке (США).

Приложение: тезисы в 1 экземп.

## Профессор А. С. Имамалиев (1960—1977)

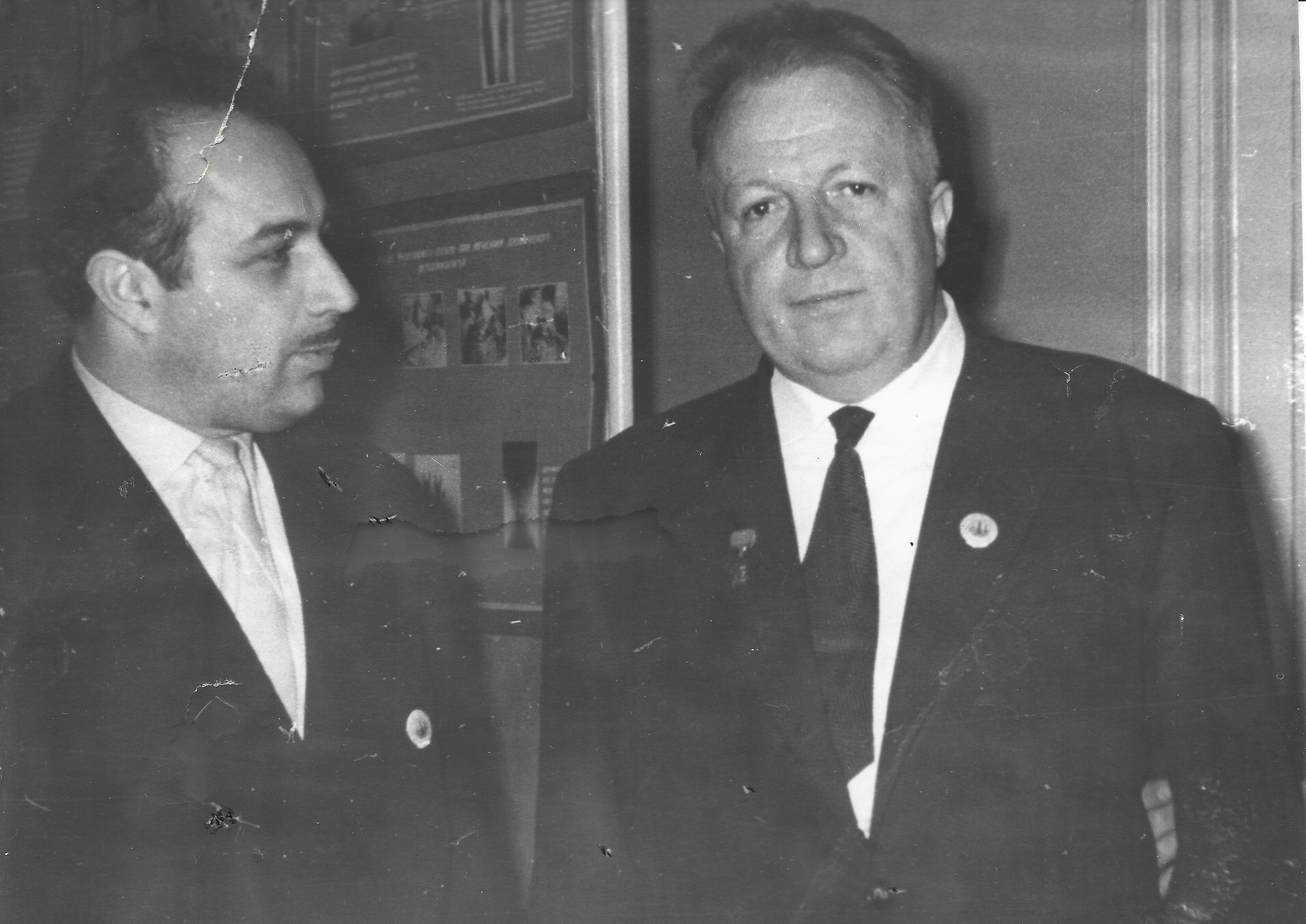
Профессор Имамалиев А.C. и министр здравоохранения СССР академик Петровский Б.В., 1966 г.

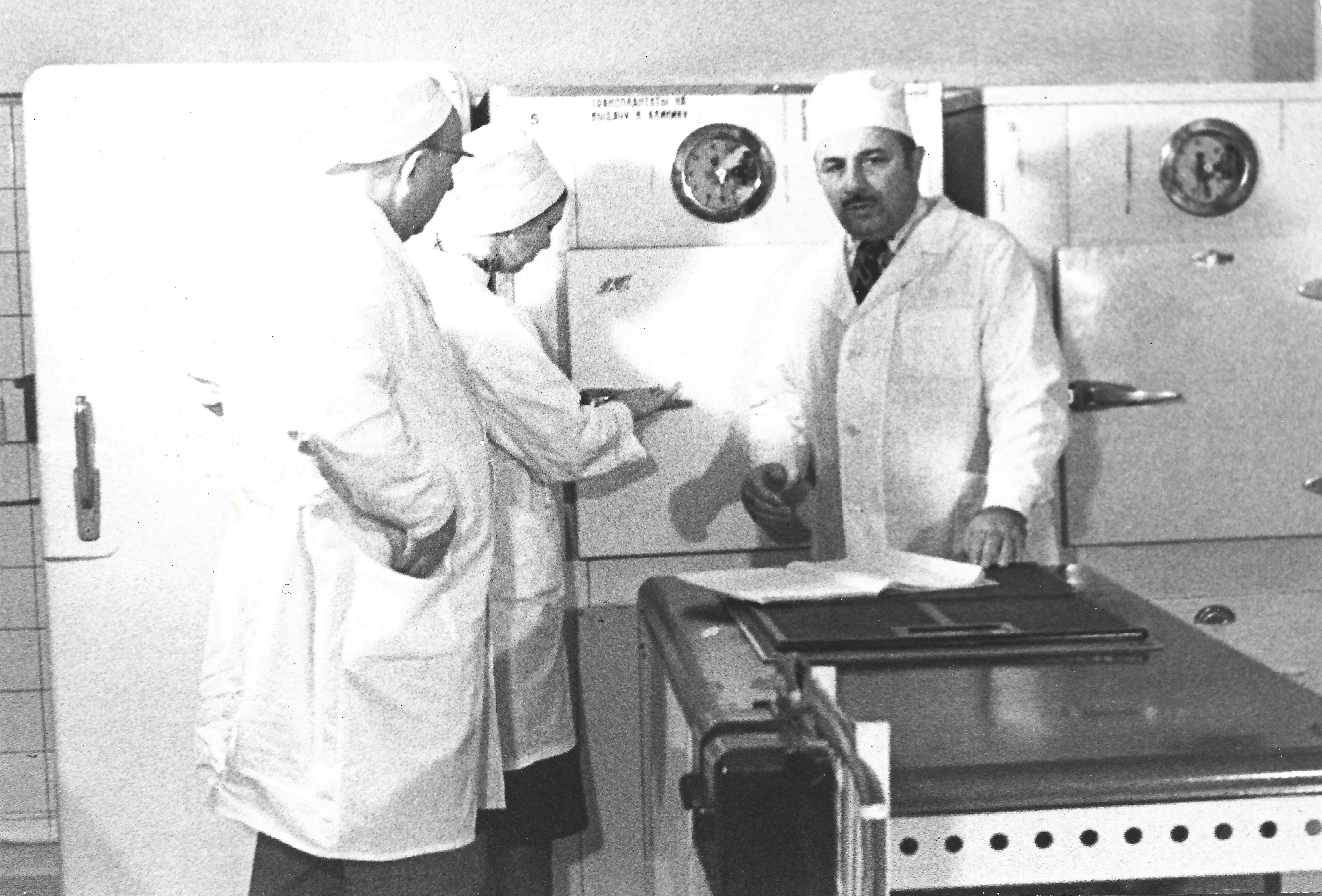
Лаборатория консервации костей Имамалиева, ЦИТО

В 1956—1961 гг. А. С. Имамалиев работает врачом, младшим научным сотрудником, затем — старшим научным сотрудником ЦИТО им. Приорова, а с 1962 по 1976 г. — заведующий лабораторией пересадки органов, там же.
В 1968 году выходит один из самых значимых трудов профессора Имамалиева Айдына Саларовича «Гомопластика суставных концов костей» — первый в мире фундаментальный труд, посвящённый этой проблеме.
Научный интерес пересадки органов и тканей обретает международный уровень и книги Имамалиева печатают на многих иностранных языках.

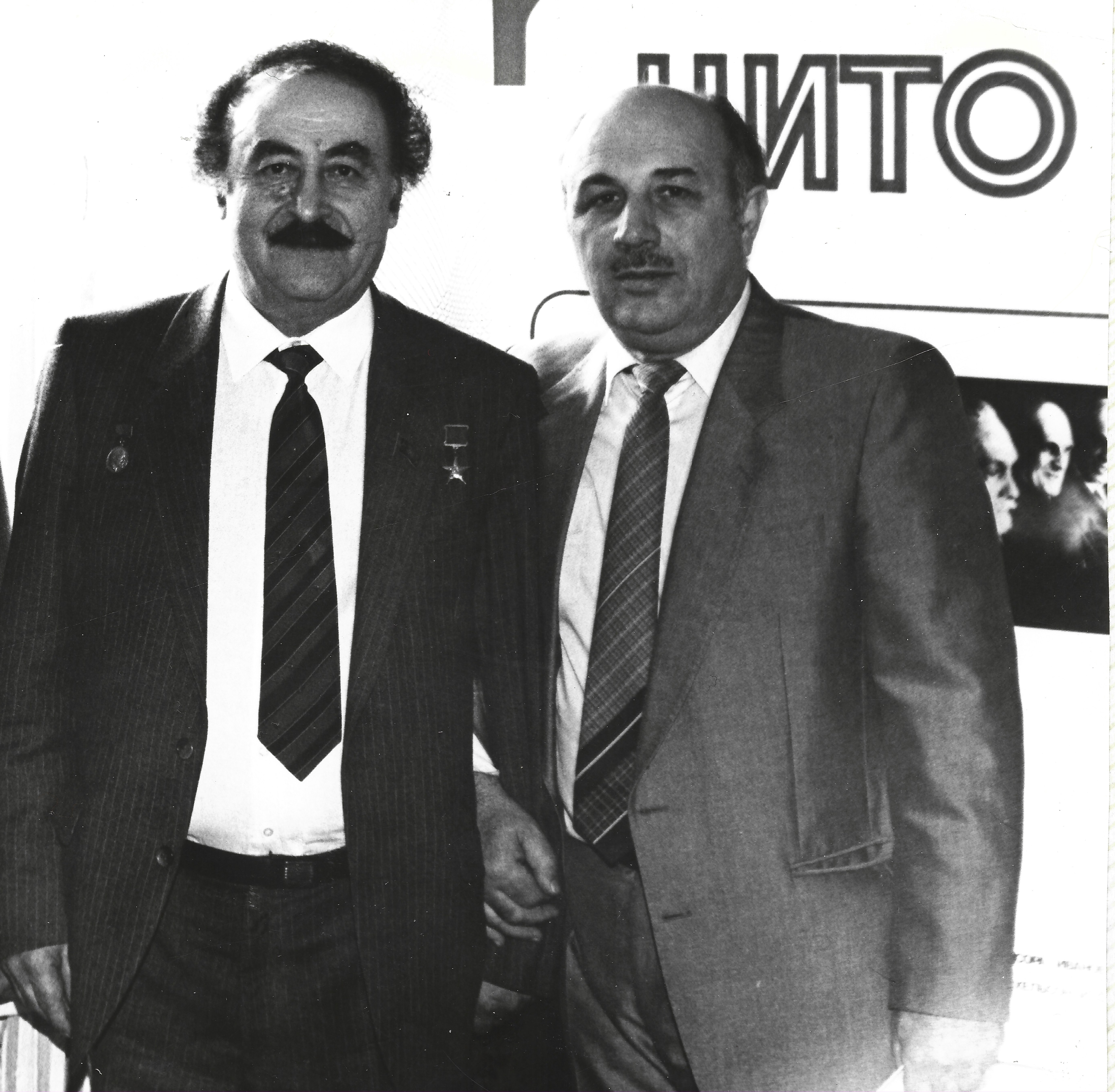
Профессор Имамалиев А.C. и академик Г. В. Илизаров

Имамалиев на встрече с мэром Мадрида, 1973 г.

Профессор Навес и Имамалиев, Барселона, 1974 г.

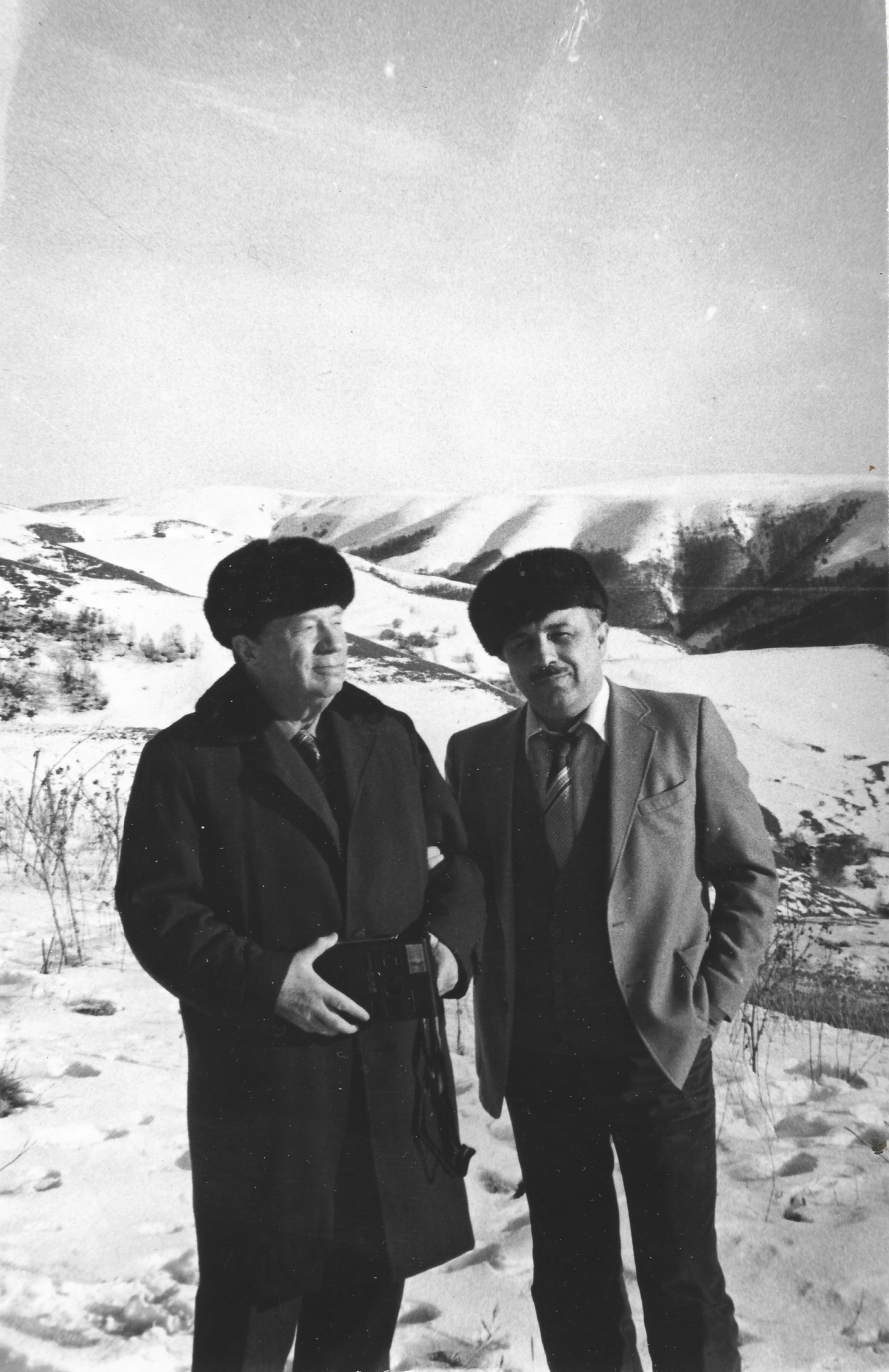
Имамалиев А. C. и В. Ф. Промыслов

Поступают приглашения из многих стран мира. Несмотря на существующий режим выезда в зарубежные страны в Советском Союзе, Имамалиев начинает свое шествие сначала по социалистическим: ГДР (1963 и 1973), Польша (1965 и 1979), Болгария (1980), Чехословакия (1972), Югославия, Венгрия, Вьетнам, Норвегия (1968), Испания (1972 и 1973), а затем и по капиталистическим странам: Франция (1973 и 1974), Финляндия, Турция, Иран, Индия, Италия, Португалия и др., проводятся частые операции, лекции и консультации за рубежом.
Дальнейшая судьба направления, разрабатываемого А. С. Имамалиевым, принимала всё более широкий размах: консервированные ткани стали использовать в травматологии, ортопедии, костно-суставной онкологии, артрологии и далее при операциях по поводу костного туберкулёза. Успешные операции побудили к созданию лабораторий консервации тканей и органов по всему союзу.
Будучи самым опытным в стране специалистом по данной проблематике, А. С. Имамалиев первый опубликовал данные об ошибках и осложнениях при таких операциях. Главную неудачу он видел в слабой фиксации пересаженных суставов, что приводило к длительной иммобилизации, влекшей за собой устойчивые ограничения функций. Параллельно разрабатываемая проблема лечения заболеваний крупных суставов путем замещения эндопротезом из металлических конструкций, привлекала своей стабильной фиксацией, но не удовлетворяла наличием контакта металла с тканями реципиента.
Так, в 1971 году выходит труд профессора «Ошибки и осложнения при пересадке суставных концов костей».
Академик, профессор Николай Демичев писал:
Творческие деяния Айдына Саларовича Имамалиева привлекли мое внимание потому, что он играл ключевую роль в реализации проблемы трансплантации суставных концов костей на протяжении почти 30 лет. Во-вторых, его успехи в использовании биологических тканей для восстановления целостности организма. Мало кто из многочисленных исследователей, занимавшихся пересадкой суставных концов костей, писал о них с таким большим знанием, проникновением и страстью, как Айдын Имамалиев
По словам академика, книга Имамалиев А. С. «Гомопластика суставных концов костей» была первой в русской и зарубежной литературе по этой проблеме и вызвала целую серию оригинальных работ по трансплантации суставов.

## Главный травматолог—ортопед РФ, Глава здравоохранения г. Москвы (1977—2004)

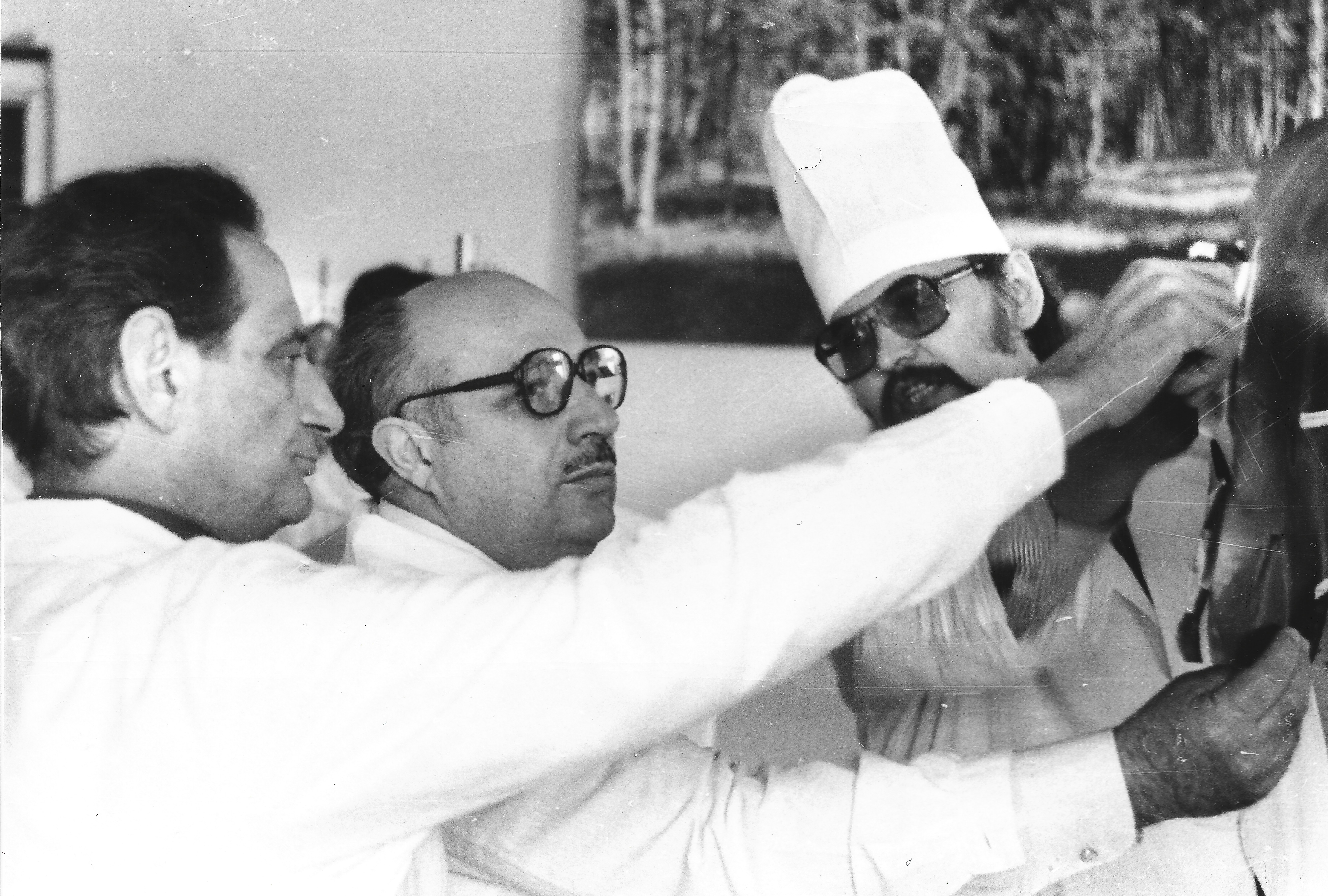
Имамалиев с коллегами

С 1977 года — заведующий кафедрой травматологии, ортопедии и военно-полевой хирургии Московского медицинского стоматологического института им. Семашко.
Так, 7 июля 1978 года в состав специалистов Главного управления здравоохранения была введена должность главного травматолога—ортопеда России, которую возглавил А. С. Имамалиев, став так же и главным специалистом здравоохранения г. Москвы.

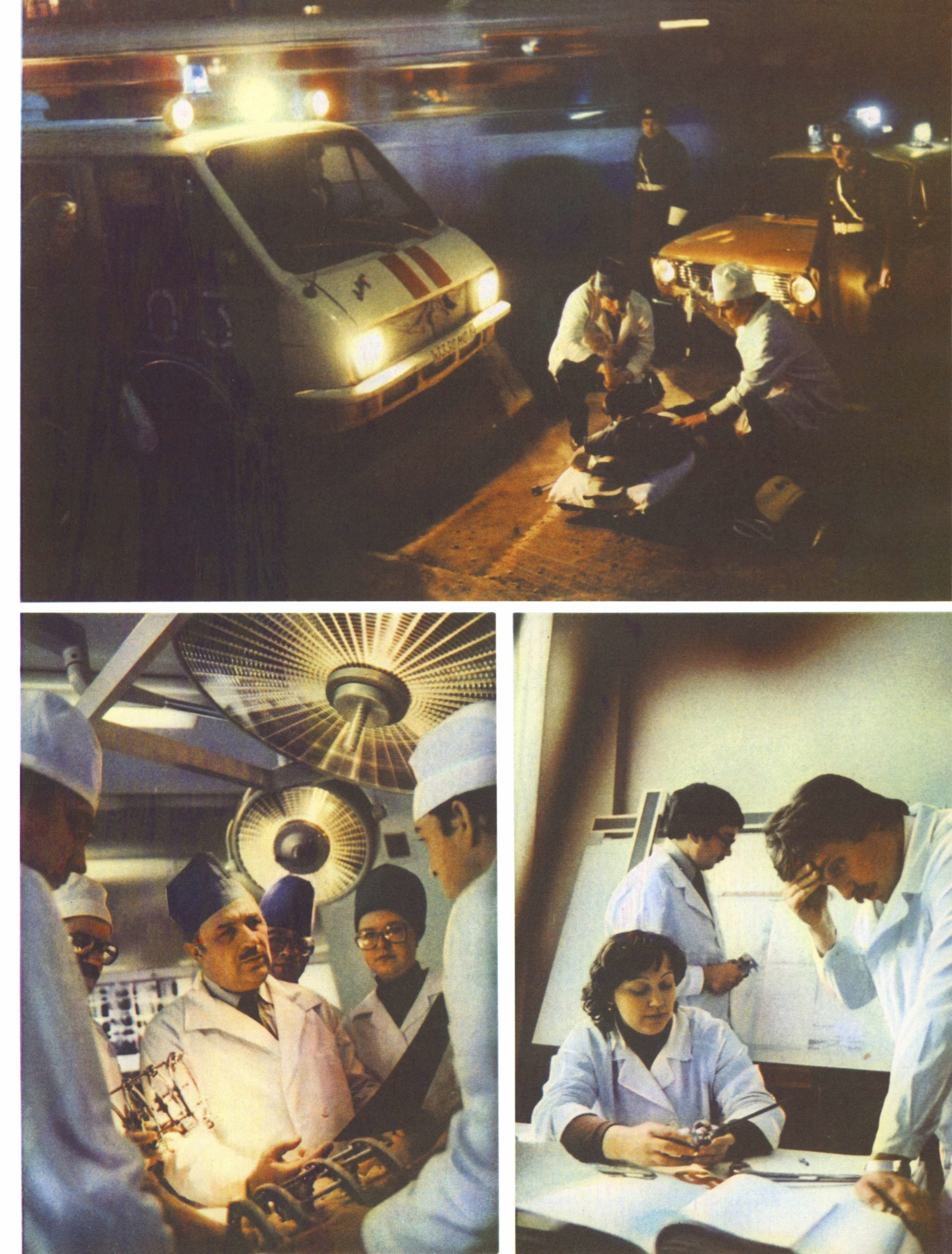
Имамалиев в Журнале «Огонек» от 22 мая 1982 г.

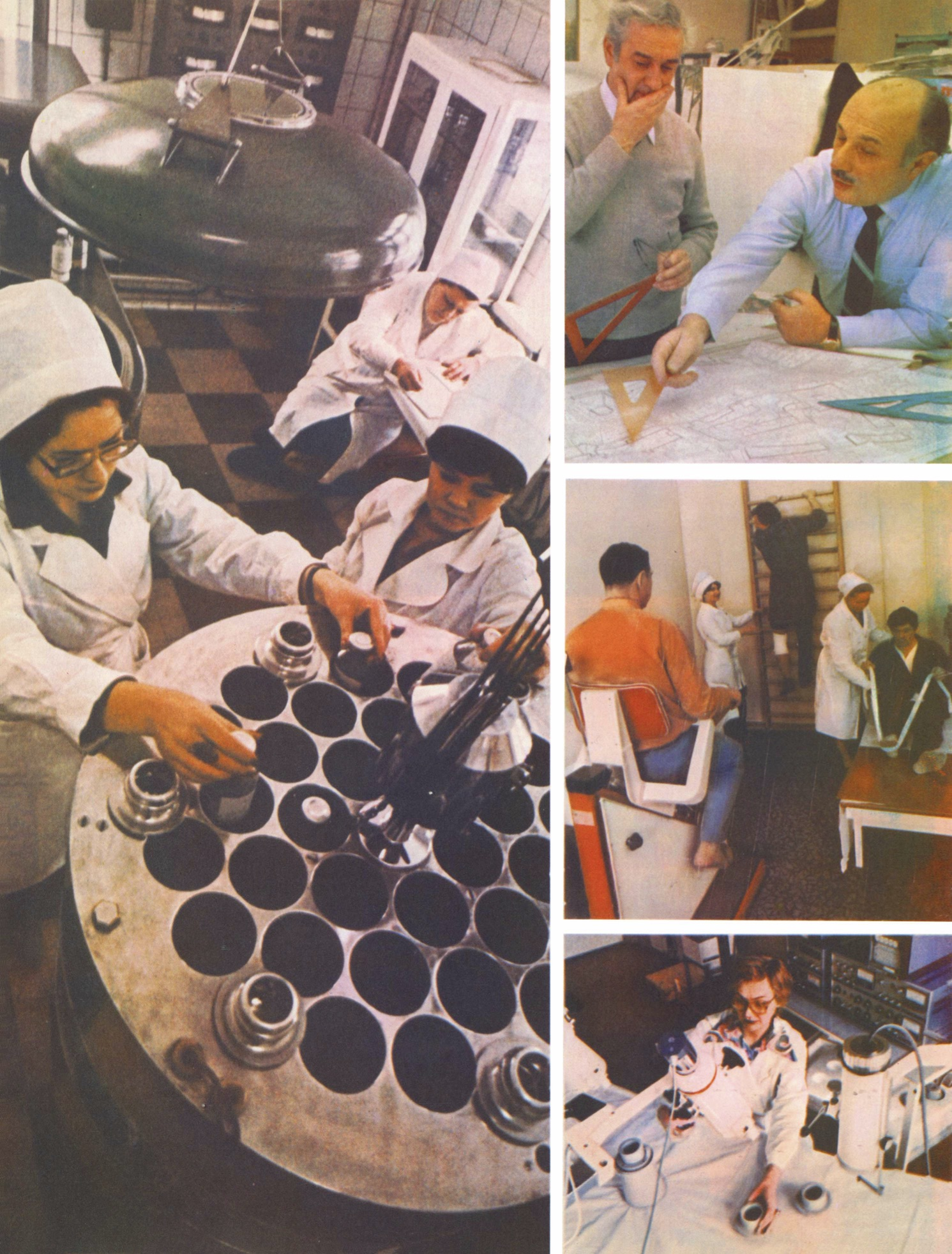
Имамалиев в Журнале «Огонек» от 22 мая 1982 г. (ISSN 0131-0097)

В 1978 году профессором А. С. Имамалиевым предлагается новая методика замещения крупных суставов комбинированным эндопротезом, состоящим из двух компонентов: костно-суставного трансплантата, армированного металлическим суставом собственной конструкции, а в 1980 году им же создан первый эндопротез коленного сустава. Таким образом, положено начало новой эры оперативного лечения, в основном при злокачественных опухолях опорно-двигательного аппарата. Этот метод дает возможность избежать ампутации и восстановить раннюю активность оперированного.
Благодаря профессору Имамалиеву, появляются новые методы закрытых способов оперативного лечения переломов трубчатых костей, восстановления связочного коленного аппарата коленного сустава, в смелых операциях по закрытию черепа трупным костным и эпидуральным материалами.
Создаются новые эндопротезы: коленные, тазобедренные, локтевые, голеностопные, комбинированные.
Результатом явилось присуждение звания Заслуженного изобретателя России (1995).
С приходом на кафедру профессора Имамалиева А. С. к клинической базе института ГКБ № 36 прибавляется травматологическое и ортопедическое отделение ГКБ № 59. Благодаря неиссякаемой энергии, организаторскому таланту и мудрости Имамалиева, с поддержкой его руководством города Москвы, на территории ГКБ № 59 в короткие сроки был построен 7-этажный современный, комфортабельный терапевтический корпус, а в старом хирургическом корпусе после капитального ремонта открылись пять ортопедо-травматологических отделения, включая первое в стране отделение подростковой ортопедии и отделение гнойной патологии кости общей численностью 320 коек, где проходили лечение больные с гнойными осложнениями, возникших после повреждений опорно-двигательного аппарата.
Также результатом масштабной перестройки под началом профессора Имамалиева А. С. открыта первая городская консультативная ортопедическая поликлиника.
ГКБ № 59 стала базой травматологии и ортопедии Московского медицинского стоматологического института по подготовке студентов на одном объекте. Были построены и введены в эксплуатацию: 3 конференц-зала на 450 мест для чтения лекций, проведения научно-практических конференций, семинаров, оборудованных микрофонами, осветительной аппаратурой, кинопроекторами. Была укреплена лечебная база, как нормальными условиями для лечения больных в клинике, так и созданием всех возможных условий для проведения лекционно-практических занятий. Аудитории для занятий со студентами были оснащены современной аппаратурой, муляжами, удобной мебелью. Уже в то время каждому студенту на время занятий выдавался отдельный комплект операционной одежды. В 70-х гг. XX века такие условия в университетских клиниках были редкостью.
Клиника становится самым крупным травматолого-ортопедическим учреждением Москвы. Большое внимание научный руководитель ГКБ№ 59, Имамалиев А. С. уделял единству коллектива кафедры и больницы, не отделяя одних от других. Был создан сплоченный, дружный, высококвалифицированный коллектив специалистов травматологов-ортопедов. Наряду с сотрудниками кафедры городские врачи активно участвовали в научной работе: публиковали статьи, выступали с докладами, занимались изобретательской деятельностью. Большинство защитили кандидатские и докторские диссертации.
Много внимания А. С. Имамалиев уделял вопросам строительства и благоустройства клинических баз Московского медицинского стоматологического института им. Н. А. Семашко. Не забывал он и родной ЦИТО, где проработал более 20 лет, из которых 15 лет руководил созданной им первой в стране лабораторией консервации тканей и органов.
Он высоко чтил память о своем руководителе, учителе и друге академике Н. Н. Приорове. Благодаря усилиям и почёту Имамалиева А. С. ЦИТО и улице, где расположен институт, присвоили имя его организатора и руководителя, так же на доме, где жил Приоров, была установлена мемориальная доска в честь академика.

Основная заслуга профессора А. С. Имамалиева заключается в том, что он сумел своим авторитетом вернуть к действительности и доказать важность положения: травматология — это механическое повреждение опорно-двигательного аппарата, а ортопедия — его заболевание. Отсюда и подтвердилась необходимость разного подхода к этим дисциплинам. Появилась тенденция возрождения ортопедии в стране. Были созданы Центры ортопедии, выделены клинические отделения под ортопедических больных, открылись ортопедические кабинеты в поликлиниках со специальным приемом. Айдын Саларович подготовил 18 докторов, 50 кандидатов наук, которые возглавляют кафедры и институты.

Кафедра травматологии, ортопедии и военно-полевой хирургии Московского медицинского стоматологического института им. Семашко

Итогом научного пути Имамалиева Айдына Саларовича является эволюционное развитие гомопластики и аллопластики. Он считается основоположником метода замещения дефектов костей замороженными трансплантатами. «Гомопластика суставных концов костей» — первый в мире фундаментальный труд, посвящённый этой проблеме. Пересадка суставного конца кости производилась по поводу различных заболеваний и охватывает более тысячи операций. Помимо основной задачи — замещения дефекта кости и создания опорности конечности — эта операция имела цель восстановление движений в оперированном суставе. С приходом в науку работ «Способ консервации костей по А. С. Имамалиеву» и «Гомопластика суставных концов костей» Имамалиева А. С. у людей появилась возможность выжить, избежать ампутации и инвалидности. Практическая деятельность Имамалиева Айдына Саларовича на благо людей и заслуги перед медициной и наукой были оценены государством, в 1977 году ему была присуждена Государственная премия СССР, в 1975 году удостаивался премии им. Н. И. Пирогова, награждён Орденом почёта, его многочисленные изобретения (78 изобретений и патентов) были удостоены трёх золотых, пяти серебряных и пяти бронзовых медалей ВДНХ СССР. Избирался членом Президиума общества ортопедов и травматологов СССР, ныне Российской Федерации. Автор более 300 опубликованных научных работ, в том числе 12 монографий по вопросам ‘пластической ортопедии и травматологии.
Ушёл из жизни 24 декабря 2004 года, в возрасте 78 лет. Похоронен на Троекуровском кладбище.

## Трудовой путь
1945 — лето, Госпиталь № 1552, и. о. ординатора (Ханлар, АзССР)
1946 — лето, Госпиталь № 1552, и. о. зав. хирургическим отделением (Ханлар, АзССР)
С 25.11.1947 по 29.09.1951 — Шемахинская межрайонная больница, ординатор (Шемаха, АзССР)
С 14.12.1951 по 20.11.1952 — Железнодорожная больница города Баку, ординатор (Баку)
 С 27.11.1952 по 13.02.1957 — Клиническая больница им. Семашко, ординатор (Баку)
С 1.01.1957 — Заведующий экспериментальной клиники ЦИТО (г. Москва)
С 2.11.1957 — Младший научный сотрудник ЦИТО (г. Москва)
С 28.11.1958 — Старший научный сотрудник ЦИТО (г. Москва)
C 18.11.1962 по 01.02.1977 — Заведующий лабораторией консервации тканей и органов ЦИТО (г. Москва)
C 01.02.1977 — Заведующий кафедрой травматологии ортопедии и военно полевой хирургии Московского медицинского института им. Н. А. Семашко (ныне — Российский медицинский университет)
1954 — Кандидат медицинских наук
1962 — Доктор медицинских наук
1966 — Профессор

## Награды

### Премии
Государственная премия СССР — Лауреат 1977 года. Присуждена Постановлением ЦК КПСС и Совета Министров СССР от 27 октября 1977 года, за экспериментальное обоснование, клиническую разработку и внедрение в практику метода пересадок крупных костных аллотрансплантатов человеку. Диплом № 05659, Награда № 6039.
Премия им. Н.И. Пирогова АМН СССР — Лауреат, 1975 год.

### Ордена
Орден Почёта (Россия) — Указом Президента Российской Федерации № 342 от 15 марта 1992 года, Награда № 6532.

### Медали
Медаль «Ветеран труда» — Решением исполкома Московского городского Совета народных депутатов от 1 июня 1987 г., награждён 29 сентября 1987 г.
Медаль «В память 800-летия Москвы».
Медаль «В память 850-летия Москвы» — Указом Президента Российской Федерации от 26 февраля 1997 г., № 0010735.
Юбилейная медаль «Двадцать лет Победы в Великой Отечественной войне 1941—1945 гг.».
Медаль Н.Н. Приорова — За вклад в развитие травматологии и ортопедии, № 026.

### Знаки
Значок «Отличнику здравоохранения» — Приказом министра здравоохранения СССР № 128-н, от 2 апреля 1970 г.
Знак «Победитель социалистического соревнования» 1975 года — Постановлением Коллегии Министерства здравоохранения СССР, Президиума ЦК профсоюза медработников от 3 июля 1976 г.
Юбилейный Почетный знак ДОСААФ СССР — Председателем Центрального комитета ДОСААФ СССР, трижды героем СССР, Маршалом авиации А. Покрышкиным от 8 августа 1977 г., удостоверение № 177.

### Звания
Заслуженный изобретатель РСФСР
Заслуженный деятель науки РСФСР
Заслуженный изобретатель РФ — Указом Президента Российской Федерации от 25 апреля 1995 г., УД 3№ 31320.
Почетный Ветеран труда ТРЕСТ 7 — Приказом Государственного Союзного ордена Ленина треста № 7 от 6 июля 1976 г., № 283.

### ВДНХ
Золотая медаль ВДНХ — Постановлением от 12.12.1983 г. № 870-н, удостоверение № 3905, за разработку эндопротеза тазобедренного сустава и внедрения в клиническую практику для восстановления функций у больных с ложными суставами и не сросшимися переломами шейки бедренной кости.
Серебряная медаль ВДНХ — Постановлением от 13.04.1964 г. № 243-н, удостоверение № 4843, за разработку метода пересадки консервированных полусуставов от трупа при хирургических операциях.
Серебряная медаль ВДНХ — Постановлением от 11.12.1986 г. № 1074-н, удостоверение № 18576, за разработку и практическое осуществление способа эндопротезирование коленного сустава.
Серебряная медаль ВДНХ — Постановлением от 28.06.1989 г. № 350-н, удостоверение № 18134, за разработку и внедрение в практику хирургии коксартроза. Предназначена для лечения больных коксартрозом, с целью сохранения кости.
Серебряная медаль ВДНХ — Постановлением от 13.07.1989 г. № 415-н, удостоверение № 20531, за разработку метода пересадки консервированных полусуставов от трупа при хирургических операциях.

## Семья
Жена — Имамалиева Ольга Гавриловна (19.09.1949 г. — 14.12.2021 г.) — врач-физиотерапевт, специалист физического воспитания.
Дети:
- Имамалиев Мурад Айдынович (26.12.1968 г. — 12.01.2024 г.) — врач-травматолог;
- Имамалиева Гюльнара Айдыновна (род. 09.04.1970 г.) — врач, пластический хирург.
- Имамалиева Рэна Айдыновна — (род. 01.02.1948 г.) врач, детский лор.

Внуки:
- Имамалиев Айдын Мурадович (род. 18.05.1995 г.);
- Гасанова Айдан Эльдаровна (род. 25.07.1991 г.).